# 蕭孝忠
萧孝忠（？—1043年），字撒板（撒八、撒八宁），小字图古斯，辽国官员，契丹人。国舅详稳萧陶瑰的儿子，辽圣宗顺圣元妃蕭耨斤的弟弟，辽兴宗的舅舅。

## 经历
萧孝忠志慷慨。开泰年间，补祗候郎君，娶越国公主，拜驸马都尉，累迁任殿前都点检。太平年间，擢北府宰相。
重熙七年（1038年）十二月，为东京留守。当时禁止渤海国人击球，孝忠言 ：“东京最为重镇，无从禽之地，若非球马，何以习武？且天子以四海为家，何分彼此？宜弛其禁 。”辽兴宗听从了他。重熙十二年（1043年）正月，入朝，封楚王，拜北院枢密使。当时辽国的制度，以契丹、 汉人分北、南院枢密治之，萧孝忠上奏：“一国二枢密，风俗所以不同。若并为一，天下幸甚 。”事情还没实行就在七月去世了。辽兴宗素服哭临，赦死囚数人，为孝忠荐福。下葬日，辽兴宗亲临，赐官户守冢。十一月，追封楚国王。

## 家属
- 子：萧阿速，官至南院枢密使，妻魏国公主、辽兴宗长女耶律跋芹。
- 女：萧观音，辽道宗宣懿皇后

## 延伸阅读
[在维基数据编辑]
 《遼史/卷81》，出自脱脱《遼史》